# Турок (Петриковский район)
Турок (бел. Турок) — деревня в Голубицком сельсовете Петриковского района Гомельской области Беларуси.

## География

### Расположение
В 11 км на запад от Петрикова, 23 км от железнодорожной станции Муляровка (на линии Лунинец — Калинковичи), 201 км от Гомеля.

### Гидрография
На юге пойма реки Припять и озеро Загроба.

## Транспортная сеть
Рядом автодорога Житковичи — Петриков. Планировка состоит из прямолинейной широтной улицы, к которой на западе присоединяется короткая прямолинейная улица. На севере к центру основной улицы присоединяется короткая прямолинейная улица. Застройка двусторонняя, деревянная, усадебного типа.

## История
По письменным источникам известна с XVIII века как село во владении иезуитов, казны, в 1777 году продана виленскому епископу И. Масальскому. После 2-го раздела Речи Посполитой (1793 год) в составе Российской империи. По ревизским материалам 1816 года владение Киневичей. Офицеры Генерального штаба российской армии, которые посещали эти места в 1860-е годы, в своих записях отмечали неприметность и незначительность этой деревни. Согласно переписи 1897 года действовала часовня. В 1908 году в Лясковичской волости Мозырского уезда Минской губернии. С 1908 года действовала школа, которая размещалась в наёмном крестьянском доме.
В 1931 году организован колхоз «Красный луч», работала кузница. Во время Великой Отечественной войны 67 жителей погибли на фронте. Согласно переписи 1959 года в составе совхоза «Голубичский» (центр — деревня Голубица). Работают клуб, подсобное хозяйство национального парка «Припятский», начальная школа, библиотека, фельдшерско-акушерский пункт.

## Население

### Численность
- 2004 год — 134 хозяйства, 269 жителей.

### Динамика
- 1795 год — 32 двора.
- 1816 год — 158 жителей.
- 1834 год — 36 дворов, 175 жителей.
- 1897 год — 61 двор, 428 жителей (согласно переписи).
- 1908 год — 78 дворов, 486 жителей.
- 1917 год — 562 жителя.
- 1925 год — 93 двора.
- 1959 год — 812 жителей (согласно переписи).
- 2004 год — 134 хозяйства, 269 жителей.

## Известные уроженцы
- Р. Я. Король — полный кавалера ордена Славы.